# Haus Plantagenet

Königlich-englisches Wappen

Das Haus Anjou-Plantagenêt (französisch [ɑ̃ˈʒu-ˌplɑ̃taʒ'nɛ], englisch [ɑːn'ʤuː-plæn'tæʤənɪt]) war eine französischstämmige Herrscherdynastie, die von 1154 bis 1399 in direkter Linie und bis 1485 in den Nebenlinien Lancaster und York die Könige von England stellte. 
Neben dem französischen Herrschergeschlecht der Kapetinger und den Kaiserhäusern der Ottonen, Salier und Staufer gehörte das Haus Plantagenet zu den bedeutendsten westeuropäischen Dynastien des Hochmittelalters. Zur Zeit ihrer größten Machtentfaltung herrschte die Familie über das Angevinische Reich, das neben England auch die Herzogtümer Normandie, Bretagne, Aquitanien, die Grafschaften Anjou, Maine, Touraine und Poitou sowie weitere Teile des Königreichs Frankreich umfasste. 
Bis heute setzt sich das Haus Plantagenet im Mannesstamm in der Linie der Dukes of Beaufort fort, die von der gleichnamigen Bastardlinie abstammt.

## Herkunft und Name

### Begründung des Hauses Anjou

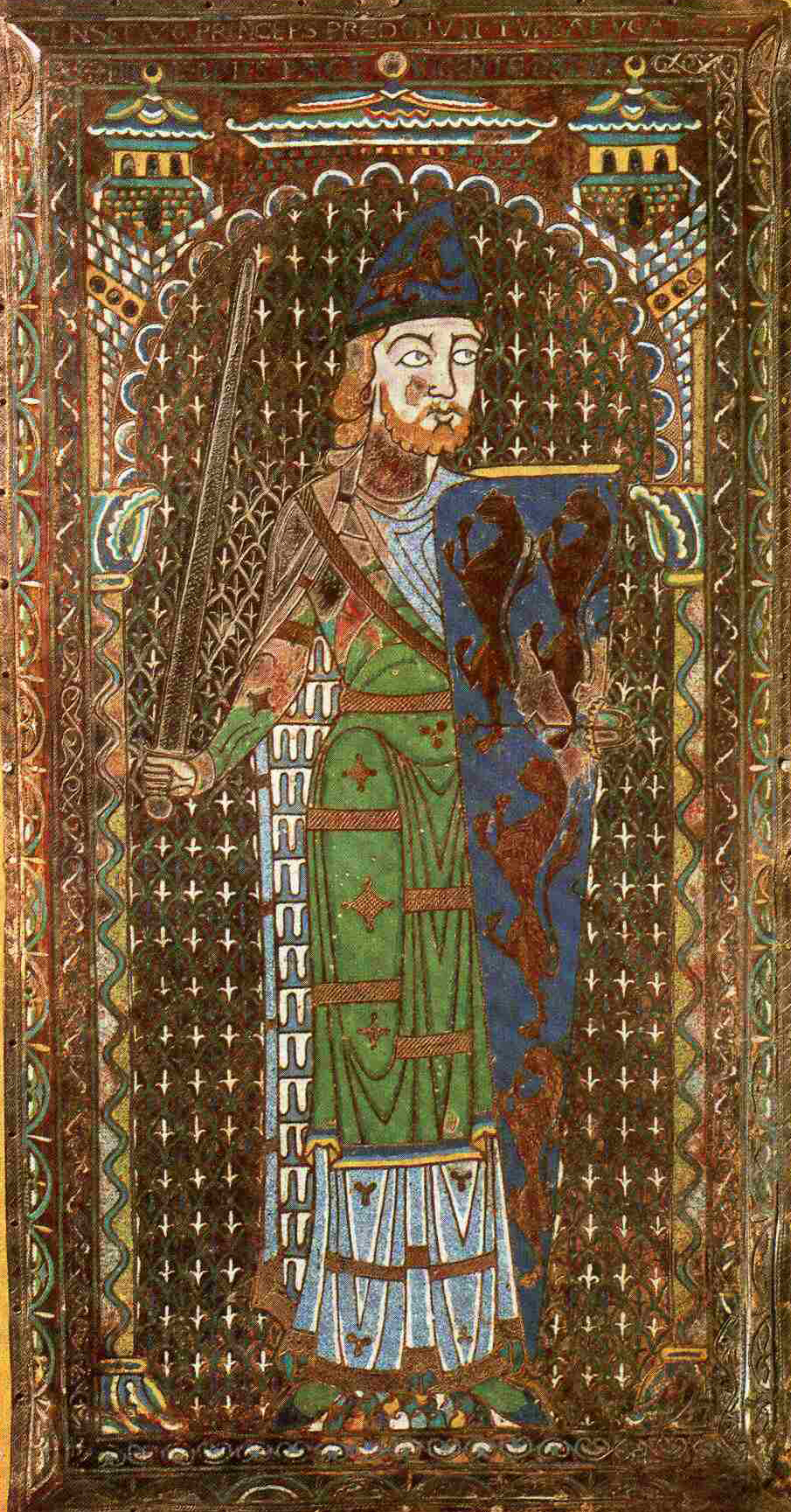
Bildnis Gottfrieds Plantagenet, ursprünglich aus der Kathedrale von Le Mans, Email, Carré Plantagenêt, Musée d’archéologie et d’histoire 23–1.

Die Plantagenet-Dynastie lässt sich in ihrem direkten Mannesstamm bis auf Gottfried Ferréol zurückverfolgen, der im 11. Jahrhundert als Graf der französischen Landschaft Gâtinais belegt ist. Vermutlich war er selbst ein Angehöriger jener Sippe, aus der die Vizegrafen von Châteaudun und Grafen von Le Perche hervorgegangen waren. Durch seine Ehe mit der Erbin der Grafschaft Anjou sicherte Gottfried Ferréol seinen Nachkommen den Besitz dieses schon zu seiner Zeit in Westfrankreich bedeutenden Feudalfürstentums. Bereits in der ersten Hälfte des 12. Jahrhunderts stieg die Familie zu königlichen Würden auf, und zwar im Kreuzfahrerkönigreich Jerusalem.
Nach Anjou wurde die Familie während des Mittelalters in der Regel schlicht als „angevinische Dynastie“ oder „Haus Anjou“ bezeichnet. Sie ist nicht zu verwechseln mit später auftretenden Dynastien gleichen Namens, die vom französischen Königsgeschlecht der Kapetinger abstammten – siehe dazu älteres Haus Anjou (Anjou-Capet) und jüngeres Haus Anjou (Valois-Anjou).

### Graf Gottfried Plantagenet
Als Namensgeber und eigentlicher Stammvater des Hauses Plantagenet gilt Graf Gottfried V. von Anjou († 1151), dem bereits zu Lebzeiten von Chronisten der Beiname „Plantagenet“ zugeschrieben wurde. Dieser geht wohl auf die Angewohnheit des Grafen zurück, einen Ginsterzweig (lat.: planta genista; französisch: plante genêt) als Helmzier zu tragen. Möglich ist allerdings auch, dass sich der Beiname davon ableitet, dass Gottfried zum Sichtschutz bei der Jagd Ginsterbüsche auf seinen Ländereien anpflanzen ließ.
Mit Graf Gottfried Plantagenet setzte der Aufstieg seiner Familie zur führenden Dynastie in Frankreich neben den Kapetingern ein, deren Vasall sie formell war. Durch seine Ehe mit der Erbin des anglo-normannischen Reichs, der „Kaiserin“ Matilda, sicherten sich die Angeviner einen Anspruch auf das Herzogtum Normandie und das Königreich England, den sie allerdings erst in einem Erbfolgekrieg (The Anarchy) gegen das Haus Blois durchsetzen mussten. Gottfried Plantagenet eroberte 1144 die Normandie, und sein Sohn konnte nach einer vertraglichen Einigung mit König Stephan im Jahr 1154 schließlich den englischen Thron als König Heinrich II. Kurzmantel besteigen, den seine Nachkommen ununterbrochen bis 1485 (ab 1399 in den Nebenlinien Lancaster und York) innehatten.
Der Name „Plantagenet“ wurde im ganzen Hochmittelalter bis in das Spätmittelalter hinein einzig in Bezug auf Gottfried V. von Anjou angewandt und nicht auf die von ihm abstammende Familie. Erst während der Rosenkriege (1455–1485), als die angevinischen Seitenlinien Lancaster und York um die Krone Englands kämpften, wurde dieser Name zur Festigung von Herrschaftsansprüchen hervorgezogen. Richard, 3. Duke of York († 1460), das Oberhaupt des Hauses York, nahm 1448 den Namen Plantagenet an, um seinen Thronanspruch gegen das regierende Haus Lancaster zu untermauern. Seitdem setzte sich dieser Name in der Geschichtsliteratur nachwirkend für die gesamte königliche Dynastie ab König Heinrich II. durch.

## Historische Bedeutung

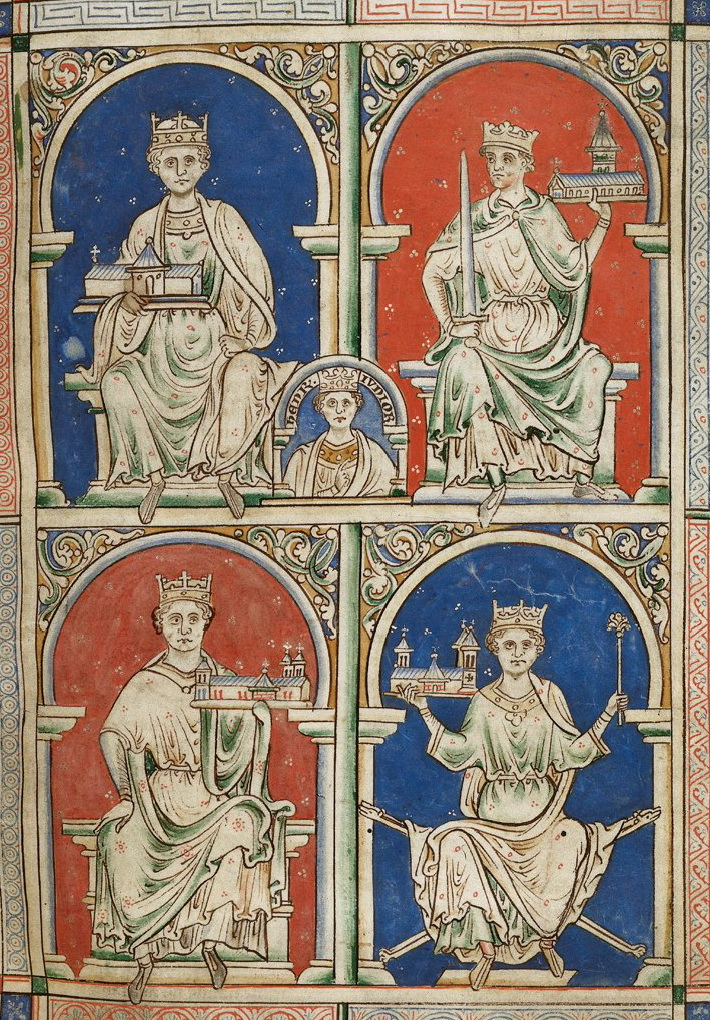
Könige der Plantagenets: Heinrich II. (oben links), Richard I. Löwenherz (oben rechts), Heinrich III. (unten links), Johann Ohneland (unten rechts), Heinrich der Jüngere (Mitte). Buchmalerei in der Historia Anglorum des Matthew Paris. Handschrift London, British Library, Royal MS 14 C VII, fol. 9r (1250–1259).

Gottfrieds Sohn Heinrich II. Kurzmantel vollendete durch seine Ehe mit der Herzogin Eleonore von Aquitanien den Zusammenschluss der wesentlichen Gebiete, die heute zusammengefasst als „Angevinisches Reich“ bezeichnet werden. Dieses Territorialkonglomerat beherrschte neben England und seinen schottisch-irischen Nachbarn auch den gesamten Westen Frankreichs und stellte damit für eine Dauer von zwei Generationen eines der wichtigsten staatlichen Gebilde des hohen Mittelalters in Europa dar. Die angevinische Dynastie war zeitweise mächtiger als die französischen Könige aus der Dynastie der Kapetinger, denen sie für ihren französischen Besitz als Vasallen formell zur Gefolgschaft verpflichtet waren. Allerdings zerbrach dieses Gefüge bereits während der Herrschaft Johann Ohnelands, des jüngsten Sohnes Heinrichs II., der in einem Krieg mit dem französischen König Philipp II. 1204 fast den gesamten französischen Besitz, darunter das angevinische Stammland, an die französische Krone verlor.
Mit Ausnahme eines französischen Lehens, des Herzogtums Guyenne (Gascogne), war die angevinische Herrschaft fortan auf das englische Königreich beschränkt, was sich im weiteren Verlauf des 13. Jahrhunderts im französischstämmigen Königshaus und Adel in der Herausbildung einer insularen Mentalität, eines englischen Nationalbewusstseins, niederschlug. Während der Herrschaft König Heinrichs III. wurden entscheidende verfassungsrechtliche Weichen gestellt, welche die Entwicklung des für England heute so charakteristischen parlamentarischen Systems einleiteten. Durch seine Abstammung mütterlicherseits von den Kapetingern konnte König Eduard III. 1337 einen Anspruch auf den französischen Thron erheben, wenngleich die französische Thronfolge im Unterschied zur englischen eine Vererbung solcher Ansprüche über die weibliche Linie ausschloss (Salisches Gesetz). Letztlich wurde damit der Hundertjährige Krieg ausgelöst, der England und sein Königshaus wieder aufs engste mit dem historischen Schicksal Frankreichs verband, gleichzeitig aber in Abgrenzung zum Nachbarn zur Herausbildung eines englischen Nationalbewusstseins und zur neuerlichen Verwendung der englischen Sprache statt des normannischen Französisch beitrug.
1400 starb mit König Richard II. der letzte direkte Plantagenet, Nachfolger war sein Cousin Heinrich IV., ein Enkel väterlicherseits von Eduard III., aus dem Haus Lancaster. Zur Mitte des 15. Jahrhunderts fand der Hundertjährige Krieg sein Ende, ohne dass die englischen Könige die Krone Frankreichs gewinnen konnten, wenngleich sie ihren Anspruch darauf in ihrer Titulatur noch mehrere Jahrhunderte lang aufrechterhielten. Damit einher ging der Ausbruch der Rosenkriege, eines Erbfolgekrieges zwischen dem Haus Lancaster und ihren Vettern aus dem Haus York, die ebenfalls von einem Sohn Eduards III. abstammten. Der letzte Plantagenetkönig von England war Richard III. aus dem Hause York. Er fiel am 22. August 1485 in der Schlacht von Bosworth Field, dem finalen Aufeinandertreffen der Rosenkriege, gegen seinen Rivalen Heinrich Tudor, welcher darauf als Heinrich VII. den Thron bestieg und somit die Herrschaft des Hauses Tudor begründete. Heinrich VII. führte seinen Anspruch auf den Thron − etwas bemüht − über seine Mutter Margaret Beaufort auf den 1377 gestorbenen König Eduard III. aus dem Haus Plantagenet zurück. Doch Heinrich Tudors Ehe mit Elisabeth von York, der ältesten Tochter des Königs Eduard IV., Bruder und Vorgänger des besiegten Richard III., stellte die dynastische Kontinuität für seinen Sohn und Nachfolger Heinrich VIII. wieder her.

## Die Plantagenets nach dem Verlust des Throns
Die zwei letzten legitim geborenen Angehörigen der angevinischen Dynastie waren Edward Plantagenet, 17. Earl of Warwick, und Margaret Pole, 8. Countess of Salisbury, beides Kinder von George Plantagenet, 1. Duke of Clarence. Beide wurden während der Tudor-Herrschaft exekutiert. Die Plantagenets waren damit in ihrem Mannesstamm allerdings noch nicht ausgestorben. Von John of Gaunt, 1. Duke of Lancaster, und dessen langjähriger Mätresse Catherine Swynford stammte das Haus Beaufort ab, dessen Angehörige später den Namen Somerset annahmen und noch heute als Dukes of Beaufort in der Peerage of England präsent sind.
Das walisischstämmige Haus Tudor war über das Haus Beaufort in weiblicher Linie mit den Plantagenet verwandt, die Mutter König Heinrichs VII. war Margaret Beaufort, über die er auch einen vagen Thronanspruch formulieren konnte. Seine Herrschaft festigte er zusätzlich durch eine Ehe mit Elizabeth of York, einer Tochter König Eduards IV. aus dem Haus York. Als Abkömmling der Lancaster und verbunden mit einer York konnten somit Heinrich VII. wie auch dessen Sohn Heinrich VIII. die Vereinigung der zwei streitenden Häuser in ihrer Dynastie propagandistisch in Szene setzen.
Arthur Plantagenet, 1. Viscount Lisle, der uneheliche, aber anerkannte Sohn Eduards IV., stand in einem engen Vertrauensverhältnis zu Heinrich VIII., bis er 1540 des Hochverrats verdächtigt wurde. 1542 gewann er zwar die Gunst des Königs zurück, starb aber am selben Tag.

Verwandtschaftsverhältnisse

## Stammliste
1. Gottfried Plantagenet (* 1113; † 1151), Graf von Anjou ⚭ 1128 Matilda, (* 1102; † 1162), Tochter Heinrichs I. von England –– Vorfahren siehe Haus Château-Landon
  1. Heinrich (* 1133; † 1189), König von England 1154 ⚭ 1152 Eleonore von Aquitanien (* 1122; † 1204), Herzogin von Aquitanien (Ramnulfiden)
    1. Wilhelm (* 1153; † 1156)
    2. Heinrich (* 1155; † 1183), Mitkönig von England
    3. Mathilde (* 1156; † 1189) ⚭ Heinrich der Löwe
    4. Richard (* 1157; † 1199), König von England 1189
    5. Gottfried (* 1158; † 1186), Herzog der Bretagne
      1. Eleonor (* 1184; † 1241)
      2. Arthur (* 1187; † 1203), Herzog der Bretagne

    6. Eleonore (* 1162; † 1214) ⚭ Alfons VIII. von Kastilien
    7. Johanna (* 1165; † 1199) ⚭ Wilhelm der Gute (Wilhelm II.) von Sizilien
    8. Johann (* 1167; † 1216), König von England 1199 ⚭ 1200 Isabella von Angoulême (* 1189; † 1246) (Haus Taillefer)
      1. Heinrich (* 1207; † 1272), König von England 1216 ⚭ 1236 Eleonore von der Provence (* 1223; † 1291)
        1. Eduard (* 1239; † 1307), König von England 1272 ⚭ I) 1254 Eleonore von Kastilien (* 1241; † 1290), ⚭ II) 1291 Margarethe von Frankreich
          1. I) Katherine (* 17. Juni 1264; † 5. September 1264)
          2. I) Eleonore (* 17. Juni 1264 oder 1269; † 12. Oktober 1297)
          3. I) Joan (*/† 1265)
          4. I) John (* Juni oder Juli 1266; † August 1272)
          5. I) Henry (* 1267/68; † Oktober 1274)
          6. I) Juliana (Katharine) (* Mai 1271 in Palästina; † vor September 1271)
          7. I) Joan of Acre (* 1272; † 7. April 1307)
          8. I) Alphonso, Earl of Chester (* November 1273; † 19. August 1284)
          9. I) Margaret (* 15. März 1275; † nach 1333)
          10. I) Berengaria (* 1. Mai 1276; † vor dem 27. Juni 1278)
          11. I) Elizabeth? und Alice († kurz nach der Geburt im Januar 1278)
          12. I) Mary (* März 1279; um 1322)
          13. I) Elizabeth of Rhuddlan (* 7. August 1282; † 5. Mai 1316)
          14. I) Eduard II. (* 25. April 1284; † 21. September 1327), König von England 1307 ⚭ 1308 Isabella von Frankreich (* 1292; † 1352)
            1. Eduard III. (* 1312; † 1377), König von England 1327 ⚭ 1328 Philippa von Hennegau (* 1311; † 1369) (Haus Avesnes)
              1. Edward of Woodstock (* 1330; † 1376), Prince of Wales ⚭ Joan of Kent (siehe unten)
                1. Edward (* 1365; † 1372)
                2. Richard II. (* 1367; † 1400), König von England 1377

              2. Isabella (* 1332; † 1379), ⚭ Enguerrand VII. de Coucy (Haus Gent)
              3. Joan (* 1335; † 1348)
              4. William (*/† 1335)
              5. Lionel (* 1338; † 1368), Duke of Clarence, Earl of Ulster
                1. Philippa Plantagenet, 5. Countess of Ulster, (1355–1382)

              6. John (* 1340; † 1399), Duke of Lancaster und Herzog von Aquitanien; –– Nachkommen siehe Haus Lancaster
              7. Edmund (* 1341; † 1402), Duke of York; –– Nachkommen siehe Haus York
              8. Blanche (*/† 1342)
              9. Mary (* 1344; † 1362)
              10. Margaret (* 1346; † 1361)
              11. Thomas (*/† 1347)
              12. William (*/† 1348)
              13. Thomas (* 1355; † 1397), Duke of Gloucester, Earl of Buckingham ⚭ Eleanor de Bohun (um 1366–1399)
                1. Humphrey (1381–1399), Earl of Buckingham
                2. Anne (1383–1438), ⚭ I) Thomas Stafford, 3. Earl of Stafford, ⚭ II)Edmund Stafford, 5. Earl of Stafford, ⚭ III)William Bourchier, 1. Count of Eu

              14. Joan (* 1356)

            2. John (* 1316; † 1336)
            3. Eleonor (* 1318; † 1355)
            4. Joan (1321–1362), 1331–1362 Königin von Schottland
            5. Beatrix (* 1286)
            6. Blanche (* 1290)

          15. II) Thomas (* 1300; † 1338), Earl of Norfolk
            1. Edward († 1337) ⚭ Beatrice Mortimer
            2. Margaret (um 1320–1399), ⚭ I) John Segrave, 4. Baron Segrave, ⚭ II) Walter Mauny, 1. Baron Mauny

          16. II) Edmund (* 1301; † 1330), Earl of Kent ⚭ Margaret Wake, 3. Baroness Wake (um 1300–1349)
            1. Edmund (um 1327–1331), Earl of Kent
            2. Joan (1326/1328–1385), Countess of Kent, Baroness Wake ⚭ I) William Montagu, 1. Earl of Salisbury, ⚭ II) Thomas Holland, 1. Earl of Kent, ⚭ III) Edward of Woodstock (siehe oben)
            3. John (1330–1352), Earl of Kent

          17. II) Eleonor (* 1306; † 1322)

        2. Margaret (1240–1275)
        3. Beatrice (1242–1275)
        4. Edmund (1245–1296), Earl of Lancaster ⚭ II) Blanche d’Artois (1248–1302)
          1. II) Thomas (um 1278–1322), Earl of Lancaster
          2. II) Henry (um 1280–1345), Earl of Lancaster ⚭ Maud de Chaworth (1282–1320/1322)
            1. Blanche (1305–1380) ⚭ Thomas Wake, 2. Baron Wake
            2. Henry of Grosmont (um 1310–1361), Duke of Lancaster ⚭ Isabel de Beaumont (um 1320–1356)
              1. Matilda (1339–1362) ⚭ I) Ralph Stafford ⚭ II) Wilhelm I. (Bayern)
              2. Blanche (1341–1368) ⚭ John of Gaunt, 1. Duke of Lancaster (siehe oben)

            3. Matilda (um 1310–1377) ⚭ I) William de Burgh, 3. Earl of Ulster, ⚭ II) Ralph Ufford
            4. Joan (1312–1345) ⚭ John Mowbray, 3. Baron Mowbray
            5. Isabel (1317–1347), Äbtissin
            6. Eleanor (1318–1372) ⚭ I) John de Beaumont, 2. Baron Beaumont ⚭ II) Richard FitzAlan, 10. Earl of Arundel
            7. Mary (1320–1362) ⚭ Henry Percy, 3. Baron Percy

          3. II) John (1286–1317)

        5. Richard (1247–1256)
        6. John (1250–1256)
        7. William (1251–1256)
        8. Catherine (1253–1257)
        9. Henry

      2. Richard (* 1209; † 1272), Earl of Cornwall, römisch-deutscher König ⚭ I) Isabel Marshal (1200–1240), ⚭ II) Sancha von der Provence (um 1225–1261)
        1. I) Henry (1235–1271)
        2. II) Edmund (1249–1300), Earl of Cornwall

      3. Johanna (* 1210; † 1238) ⚭ Alexander II. von Schottland
      4. Isabella (* 1214; † 1241) ⚭ Kaiser Friedrich II.
      5. Eleanor (* 1215; † 1275) ⚭ Simon V. de Montfort (Haus Montfort-l’Amaury)

  2. Gottfried (* 1134; † 1158), Graf von Anjou und Nantes
  3. Wilhelm (* 1136; † 1164)

## Weitere Personen
- Arthur Plantagenet, 1. Viscount Lisle († 1542), ein illegitimer Sohn des englischen Königs Eduard IV.